# Emiraat Afghanistan
Het emiraat Afghanistan (Pasjtoe: د افغانستان امارت Da Afghānistān Amārat; Perzisch: امارت افغانستان) was een land dat bestond van 1823 tot 1926 in het gebied waar nu Afghanistan ligt. Het was de voortzetting van het rijk der Durraniden dat eindigde toen de laatste heerser van de Durrani-dynastie, Ayub Shah Durrani, werd afgezet. Toen Dost Mohammed Khan, de oprichter van de Barakzai-dynastie in Kabul kwam er een nieuw emiraat. De oorlogen met het Sikhrijk werd voortgezet. In 1926 kwam er onder Amanoellah Khan een einde aan het emiraat, toen hij koning werd en het land het koninkrijk Afghanistan ging heten. In 1929 zou het emiraat kort worden hersteld door Habiboellah Kalakani.
De periode van het bestaan van het emiraat Afghanistan wordt gekenmerkt door de Europese pogingen om Centraal-Azië te koloniseren. Tijdens drie Anglo-Afghaanse Oorlogen vocht het emiraat tegen de Britten. In deze periode lukte het de Britten niet om van Afghanistan een kolonie te maken, maar het land zou wel enige tijd (van 1839 tot 1842 en van 1879 tot 1921) onder Britse protectie komen te staan. Tijdens de Tweede Anglo-Afghaanse Oorlog vochten de Britten echter opnieuw tegen de Afghanen en deze keer namen de Britten de controle over de buitenlandse zaken van Afghanistan over totdat Emir Amanullah Khan deze herwon nadat het Anglo-Afghaanse Verdrag van 1919 was ondertekend na de Derde Anglo-Afghaanse Oorlog. Amanullah wordt in Afghanistan beschouwd als een verlicht despoot die het land ingrijpend wilde moderniseren en daarom ook wel vergeleken met de gelijktijdige Turkse heerser Kemal Atatürk.

## Geschiedenis
Enkele jaren na de oprichting van het Emiraat in 1837 escaleerden de Russische en Britse belangen in conflict tussen Mohammed Shah van Iran en Dost Mohammed Khan, wat leidde tot de Eerste Anglo-Afghaanse Oorlog die tussen 1839 en 1842 werd uitgevochten. Tijdens de oorlog bezette Groot-Brittannië het land, in een poging te voorkomen dat Afghanistan onder Russische controle zou komen en de Russische expansie te beteugelen. De oorlog eindigde met een tijdelijke overwinning voor het Verenigd Koninkrijk, dat zich echter moest terugtrekken zodat Dost Mohammed weer aan de macht kwam. 
Na de dood van Dost Muhammad in 1863 werd hij opgevolgd door zijn zoon, Sher Ali Khan. Drie jaar later werd hij echter omvergeworpen door zijn oudere broer Mohammad Afzal Khan. In 1868 werd Mohammad Afzal Khan zelf omvergeworpen en als emir vervangen door Sher Ali, die terugkeerde naar de troon. Sher Ali had zijn paar korte jaren in ballingschap in Rusland doorgebracht. Zijn terugkeer als Emir leidde tot nieuwe conflicten met Groot-Brittannië. Vervolgens marcheerden de Britten op 21 november 1878 naar Afghanistan en werd Emir Sher Ali gedwongen opnieuw naar Rusland te vluchten, maar hij stierf in 1879 in Mazar-i-Sharif. Zijn opvolger, Mohammad Yaqub Khan, zocht oplossingen voor vrede met Rusland en gaf hen meer zeggenschap in het buitenlandse beleid van Afghanistan. Ondertussen ondertekende hij het Verdrag van Gandamak met de Britten op 26 mei 1879, waarbij hij alleen de controle over de buitenlandse zaken van Afghanistan aan het Britse Rijk afgeeft. Toen echter de Britse afgezant Sir Louis Cavagnari op 3 september 1879 in Kabul werd vermoord, boden de Britten aan Abdur Rahman Khan als Emir te accepteren. De Britten sloten in 1880 een vredesverdrag met de Afghanen en trokken zich in 1881 weer terug uit Afghanistan. De Britten dwongen Afghanistan in 1893 om in te stemmen met de Durand-lijn, die nog steeds dwars door het nederzettingsgebied van de Pashtuns loopt en ongeveer een derde van Afghanistan aan Brits-Indië annexeert.
Na de oorlog hervormde Emir Abdur Rahman Khan, die het land neerhaalde, tal van opstanden en onderdrukte deze. Na zijn dood in 1901 slaagde zijn zoon Habibullah Khan als emir en zette hij de hervormingen voort. Habibullah Khan zocht verzoening met het Verenigd Koninkrijk, waar hij in 1905 afstudeerde met een vredesverdrag met Rusland, dat zich uitstrekte voor de nederlaag in de Russisch-Japanse oorlog en zich moest terugtrekken uit Afghanistan. In de Eerste Wereldoorlog bleef Afghanistan, ondanks Duitse en Ottomaanse inspanningen, neutraal (Niedermayer – Hentig-expeditie). In 1919 werd Habibullah Khan vermoord door politieke tegenstanders. 
Habibullah Khan's zoon Amanullah Khan was in 1919 tegen de rechtmatige troonopvolger Nasrullah Khan, de toenmalige emir van Afghanistan. Kort daarna brak er weer een oorlog uit die drie maanden duurde. Deze oorlog werd beëindigd met het Anglo-Afghaanse Verdrag van 1919, waarna de Afghanen het recht konden hervatten om hun eigen buitenlandse zaken als een volledig onafhankelijke staat te voeren. Amanullah Khan begon met de hervorming van het land en werd in 1926 tot Padsihah (koning) van Afghanistan gekroond en stichtte het Koninkrijk Afghanistan.